# Dicephalospora damingshanica
Dicephalospora damingshanica är en svampart som beskrevs av W.Y. Zhuang 1999. Dicephalospora damingshanica ingår i släktet Dicephalospora och familjen Rutstroemiaceae.   Inga underarter finns listade i Catalogue of Life.